# 옥스퍼드 대학교 출판부

옥스퍼드 대학교 출판부 로고

옥스퍼드 대학교 출판부(Oxford University Press, OUP)는 세계 최대의 대학교 출판부이며 옥스퍼드 대학교의 한 부서이다. 옥스퍼드 대학교는 17세기부터 출판부를 감독하는 유사한 체계를 이용하고 있다.

## 같이 보기
- 분류:옥스퍼드 대학교 출판부의 학술지
- 하버드 대학교 출판부

## 추가 문헌
- Noel L. Carrington, ‘Initiation into Publishing’, in ‘Ebb Tide of the Raj’, unpublished memoir in the holdings of the Oriental and India Office Collection, British Library.